# Schmidt Márton
Schmidt Márton (Temesvár, 1865. november 10. – Budapest, 1928. november 25.) filozófiai, oklevéltani, történettudományi és magyar nyelvészeti doktor, főgimnáziumi tanár, Schmidt Ferenc építész, Bolyai-kutató fia.

## Élete
Schmidt Ferenc építész-író fiaként született. Gimnáziumi és egyetemi tanulmányait Budapesten, Tübingenben és Edinburghban végezte. Középiskolákra nyert képesítést a történelemből és magyarból 1883-ban Budapesten. Doktorátust szerzett a magyar diplomatikából, történelemből és magyarból. 1890-től tanított, előbb a Ferenc József nevelőintézetben, később az ungvári, 1894-től a pozsonyi főgimnáziumban működött. 1901-ben került Budapestre az I. kerületi főgimnáziumhoz. Tanított latint-, angol-, és magyar nyelvet, illetve filozófiát. 1928-ban hunyt el 63 éves korában gyomorrákban.

## Művei

### Folyóiratcikkek

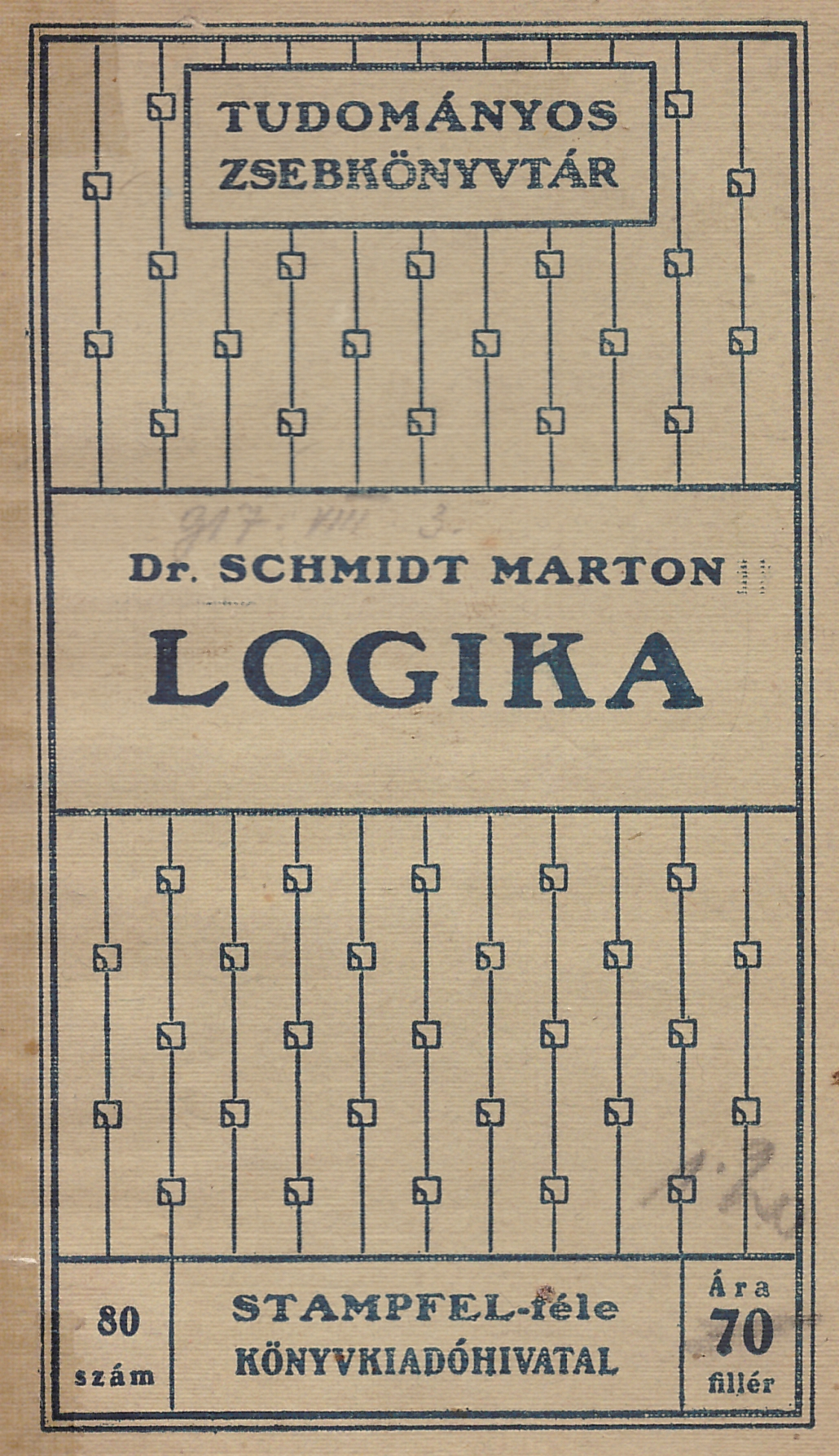
Logika

Folyóiratcikkei az Egyetemes Philologiai Közlönyben (XI. 1887. könyvismertetés); az Országos Tanáregylet Közlönyében (1905. Az iskolakönyv-irodalom kritikájához); és a Magyar Paedagogiában (1905. könyvism.) jelentek meg.

### Önállóan megjelent művei
- Adalékok egy Aeschylus életrajzhoz. Budapest, 1888. (Különnyomat az Egyetemes Philologiai Közlöny XIII. kötetéből.)
- Észrevételek a philosophiai propaedeutika tanításához. Pozsony, 1898. (Különnyomat a főgymnasium Értesítőjéből.)
- Kis latin nyelvtan. Pozsony, 1898. (Tudományos Zsebkönyvtár 3., 2. javított kiadás. Uo. 1903.)
- A pozsonyi kir. kath. főgymnasium ifjúsági könyvtára. Pozsony, 1899.
- Görög nyelvtan. Pozsony, 1899. (Ismertette az Egyetemes Philologiai Közlöny 1900. 2. kiadás. Uo. 1907.)
- Római régiségek. Pozsony, 1899. (Tudományos Zsebkönyvtár 15. Ism. M. Kritika 16. sz. 2. jav. és bőv. kiadás. Pozsony, 1904.)
- Logika. Pozsony, 1901. (Tudományos Zsebkönyvtár 80.)
- Lélektan. Pozsony, 1902. (Tudományos Zsebkönyvtár 109.)
- Görög régiségek. Pozsony, 1903. (Tudományos Zsebkönyvtár 116.)
- Képes Atlasz a görög és római régiségekhez. Pozsony, 1904. (Tudományos Zsebkönyvtár 165-167. Ism. Országos Tanáregylet Közlönye 1905.)
- A Budapesti I. ker. állami főgimnázium tanári könyvtárának jegyzéke. Összeállította: Schmidt Márton. Budapest, 1911.
- A bécsi középiskolák ismertetése az 1912–13. értesítők alapján. Budapest, 1914. (Különnyomat a budapesti I. ker. állami főgimnázium 1913–14. évi értesítőjéből.)

### Műfordításai
- Gardner A. E.: A régi Athén. 1-2. k. Angolból ford.: Schmidt Márton. A fordítást felülvizsgálta: Láng Nándor, Budapest, 1911, 363 l. (A Magyar Tudományos Akadémia Könyvkiadó Vállalata)